# Isohypsibius novaeguineae
Isohypsibius novaeguineae är en djurart som tillhör fylumet trögkrypare, och som först beskrevs av Iharos 1967.  Isohypsibius novaeguineae ingår i släktet Isohypsibius och familjen Hypsibiidae. Inga underarter finns listade i Catalogue of Life.